# Comité des Cinq (Déclaration des droits de l'homme et du citoyen)
L'Assemblée nationale constituante décide le 12 août 1789 de créer un comité de cinq personnes élues (aussi surnommé le « sixième bureau ») pour faire une synthèse des divers projets quant à la Déclaration des Droits de l'Homme et du Citoyen,.

## Membres élus
Élus le 17 août 1789, il se compose de :
- Jean-Nicolas Démeunier,
- l'évêque de Langres César-Guillaume de La Luzerne,
- François Denis Tronchet,
- Honoré-Gabriel Riqueti de Mirabeau
- et Claude Redon

## Devenir de leur travail
Le comte de Mirabeau présente leur projet à l'Assemblée nationale sous la forme de 19 articles le 19 août 1789,. Leur projet est rejeté après avoir été l'objet de vives critiques, mais leur travail a largement influencé la version finale de la Déclaration des droits de l'homme et du citoyen de 1789 – des passages entiers ont été repris en l'état,,.